# RAEC Mons
A R.A.E.C. Mons egy belga labdarúgócsapat Monsban, amely a belga másodosztályban szerepel. 1909-ben alapították, színei: piros és fehér.

## Története
1909-ben alapították. Legjobb eredménye, hogy 2006-ban megnyerte a belga másodosztályt.

## Játékoskeret
2012. június 22. alapján:
| #  |     | Poszt | Név                 |
| -- | --- | ----- | ------------------- |
| 1  | FRA | K     | Cédric Berthelin    |
| 4  | FRA | V     | Peter Franquart     |
| 5  | CGO | V     | Maël Lépicier       |
| 6  | FRA | KP    | Matthieu Debisschop |
| 7  | BEL | KP    | Tim Matthys         |
| 8  | BEL | KP    | Tom van Imschoot    |
| 9  | CMR | CS    | Aloys Nong          |
| 10 | COD | KP    | Zola Matumona       |
| 11 | PER | KP    | Carlo Chueca        |
| 15 | BEL | V     | Daan Van Gijseghem  |
| 17 | BEL | KP    | Quentin Pottiez     |

| #  |     | Poszt | Név                  |
| -- | --- | ----- | -------------------- |
| 18 | BEL | CS    | Dylan De Belder      |
| 19 | FRA | CS    | Jeremy Perbet        |
| 20 | FRA | KP    | Benjamin Nicaise     |
| 22 | GAM | CS    | Mustapha Jarju       |
| 23 | FRA | KP    | Flavien Le Postollec |
| 25 | BEL | CS    | Arnaud Biatour       |
| 26 | BEL | K     | Olivier Werner       |
| 27 | BEL | KP    | Arnor Angeli         |
| 29 | BEL | V     | Nicolas Timmermans   |
| 30 | FRA | V     | Jérémy Sapina        |
| 45 | BEL | V     | Pieterjan Monteyne   |
| 94 | FRA | V     | Kieran Felix         |

## Sikerei
- Belga másodosztály
  - 1. hely (1): 2005–06
- Belga másodosztály (rájátszás)
  - 1. hely (2): 2001-02, 2010–11